# ساندي ريفيرا
ساندي ريفيرا (بالإنجليزية: Sandy Rivera)‏ هو منتج أسطوانات وملحن ودي جيه أمريكي، ولد في 1950.

## وصلات خارجية
- الموقع الرسمي
- ساندي ريفيرا على موقع ميوزك برينز (الإنجليزية)
- ساندي ريفيرا على موقع ديسكوغز (الإنجليزية)